# ITV約克郡
ITV約克郡（英語：ITV Yorkshire），舊稱約克郡電視台，常簡稱為YTV，是英國獨立電視網（ITV）在約克郡地區的特許經營權持有者。現在ITV在英格蘭和威爾斯各地均以ITV名義播出，ITV約克郡亦不再以獨自名義播出。約克郡電視公司在法律上仍然存在，但其特許經營權和運營都由獨立電視公司所有。約克郡電視現在在公司註冊處上被列為休眠公司。

## 歷史
ITV約克郡的歷史可以追溯至1967年ITV特許經營權競標。當時持有泛北部地區特許經營權的格拉納達電視和ABC週末電視的總部均位於曼徹斯特，因此有必要分開。當局決定維持格拉納達在西北英格蘭的特許經營權，並為約克郡設立一個新的特性經營權。1967年2月28日，全國和地區性報紙刊登了獨立電視局（ITA）的招標廣告，其中包括約克郡地區全週的合約。ITA收到了十份正式標書。
電視約克郡公司（Telefusion Yorkshire Limited）成為中標公司，但其中標條件是其需要和另一競標者約克郡獨立電視（Yorkshire Independent Television）合併。後者由約克郡郵報等地方報社和部分當地合作社、工會和大學出資。ITA認為這家公司有更多人才，但缺乏資金。而電視約克郡公司則有充裕資金。新公司最初名為約克郡電視網（Yorkshire Television Network），但在開播前決定更名為約克郡電視。
1968年7月29日，約克郡電視正式開播。雖然約克郡電視位於利茲柯克斯托路（Kirkstall Road）具備製作彩色節目的設施，但在ITV於1969年11月15日正式開始播出彩色節目之前，約克郡電視的大部分節目都是黑白節目。在開播儀式之後，YTV播出的第一個節目是轉播英格蘭對澳洲板球隊的比賽。其它YTV開播當天的節目還有其地區新聞節目《日曆》，以及該台第一部在全電視網播出的電視劇《Daddy Kiss it Better》、娛樂節目《First Night》。1970年5月，YTV的利潤已經超過68.9萬英鎊。
1969年6月，約克郡和盎格利亞之間開始討論通過共享設施以削減經費，但兩家公司並無共同製作和合併的計劃。兩者合作的原因僅是為了降低成本以應對政府對廣告收入的增稅，以及彩色電視所需的成本。ITA表示兩家公司當然可以討論節省成本的放送，但ITA會在實施前檢查細節。1970年1月，YTV聲稱除非財長減少對廣告收入的徵稅，否則約克郡電視將放棄區域主義，和盎格利亞電視合併。數月後政府同意了YTV的要求。

### 三叉戟電視
1970年8月，在經過借殼上市之後，約克郡電視和其相鄰的泰恩提茲實質合併，兩者均由三叉戟電視控制。但兩台仍然分開運營。作為1982年更新ITV特許經營權合約的條件，兩家公司在1981年年底前再次分拆。
1977年3月28日，約克郡電視開始播出一個早餐電視實驗節目《早安日曆》（Good Morning Calendar）。該節目也是英國第一個早餐電視節目，比BBC的《早餐時間》（Breakfast Time）更早。泰恩提茲電視亦在同時播出類似節目《早安北方》（Good Morning North）。兩個節目均在1977年5月27日播畢。

### 1970年代
約克郡電視自開播後就和工會關係緊張。1971年，電視台的技術人員播出了一張手寫紙條，內容是「約克郡電視威脅要解僱我們。我們要罷工了，晚安」。這導致當晚的《ITV十點新聞》播出之前出現黑屏。
1978年聖誕節期間，約克郡電視因罷工而被迫停播。同時恰逢BBC的兩個頻道亦因罷工而全國停播兩天，導致約克郡地區的觀眾在這兩天無法收看電視。1979年ITV罷工時，和其它ITV成員台類似，約克郡電視亦停播了超過兩個月。在1980年的ITV特許經營權招標中，數名約克郡電視職工以「Television Yorkshire」的名稱提交了他們自己的申請。但約克郡電視維持了特許經營權。

### 1980年代
1986年8月9日，約克郡電視成為英國第一家實現24小時播出的無線電視台和ITV公司。當時約克郡電視在深夜試驗同步播出衛星電視頻道Music Box的節目，為期三個月。這一嘗試持續至1987年1月2日。1988年5月29日，約克郡電視恢復24小時播出。
三叉戟電視在1982年拆分後，巴斯釀酒收購了約克郡電視20.93%的股份。但巴斯釀酒後在1987年7月出售了其持有的股份。在同年年底，約克郡電視的利潤增加至1,394萬英鎊，並成為第四台最大的節目供應商之一。
1988年3月，保羅·福克斯（Paul Fox）在擔任約克郡電視總經理15年之後辭職，加入BBC。克里夫·里奇成為新任總經理。在準備競標新的獨立電視特許經營權期間，約克郡電視開始節約成本，導致91名員工自願離職，給節目製作造成小幅影響。

### 1990年代
在1992年放鬆監管後，約克郡電視及泰恩提茲電視以約克郡-泰恩提茲電視（Yorkshire-Tyne Tees Television，YTTT）的名義恢復了他們的聯盟。兩台因此裁員292人。
1993年12月6日，西北英格蘭的ITV特許經營權持有者格拉納達電視對倫敦週末電視（LWT）發起敵對性收購。LWT試圖通過和約克郡電視及蘇格蘭電視談判，以避免被收購。報告還稱如果LWT試圖併購約克郡電視台，則格拉納達有意和盎格利亞電視結盟（後者有意併購泰恩提茲電視）。1994年1月7日，約克郡電視和泰恩提茲電視之間的合併協議破裂。在此之前，盎格利亞電視退出了構想的聯盟，導致LWT無法併購約克郡電視。
約克郡電視在1993年面臨約1,500萬英鎊的巨大收入缺口。約克郡電視和泰恩提茲電視在1991年參與獨立電視特許經營權競標時就已經存在財務問題。獨立電視委員會（Ofcom前身）曾警告稱由於財務問題，其幾乎拒絕約克郡電視參與競標。財務損失促使創公司創始人沃德·托馬斯重新擔任董事長，克萊夫·里奇（Clive Leach）則被迫辭職 。因節約成本措施奏效，1996年，約克郡電視的利潤已經恢復。
1995年12月15日，前TV-am總裁布魯斯·金格爾成為YTTT總經理。1996年9月2日，布魯斯·金格爾決定將約克郡電視和泰恩提茲電視同意為3頻道（Channel 3）品牌，引發爭議。

### 格拉納達股份和ITV公司
1997年6月26日，格拉納達集團股份（現獨立電視公司）收購了約克郡-泰恩提茲電視。1998年3月9日開始，約克郡電視不再以3頻道名義播出。2002年10月28日，約克郡地區的獨立電視開始以ITV1約克郡（ITV1 Yorkshire）的名義播出。約克郡的獨立電視特許經營權現由ITV廣播有限公司（獨立電視公司的一部分）所有。

## 攝影棚

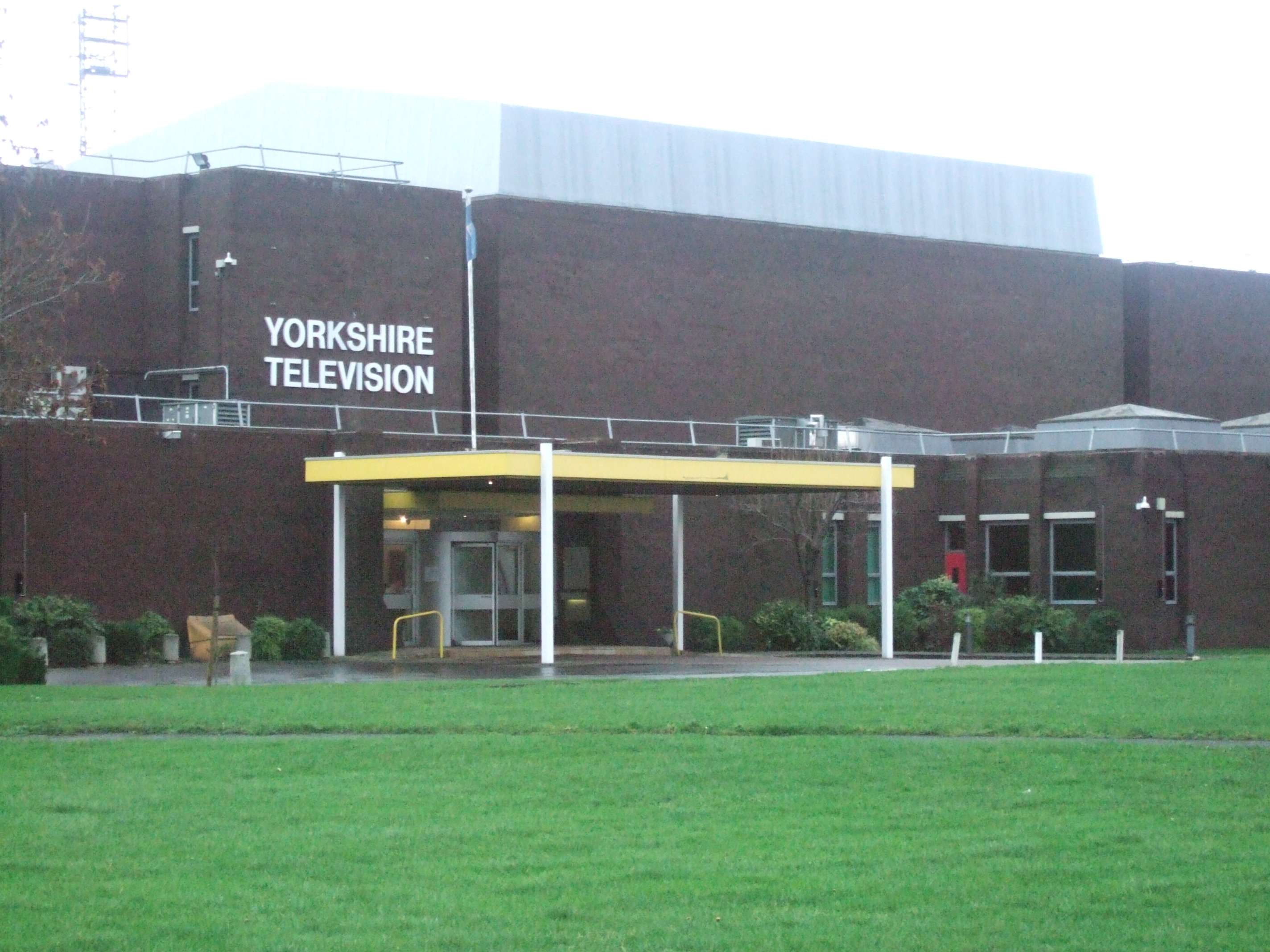
利茲攝影棚

約克郡電視的總部利茲攝影棚開始施工於1967年年初，並在1968年7月29日揭幕，是歐洲第一個彩色電視用節目製作中心。但在2009年3月，為節省成本，ITV宣布將關閉利茲攝影棚的大部分設施。然而七個月之後，ITV決定改為關閉附近的攝影棚，並升級利茲攝影棚的設施，以製作高畫質電視。

## 標誌
從1967年開播至2002年，V形標誌一直是約克郡電視台的標誌。在約克郡電視台開播之初至1969年11月，該標誌曾是黑白配色，並在出現時伴隨約克郡民謠「On Ilkla Moor Baht 'at」的旋律。在開始播出彩色電視後，這一標誌改用黃色。在1980年代時，約克郡電視在插播標誌的同時還會搭配標語「服務600萬觀眾（Serving Six Million Viewers）」。1989年9月1日，約克郡電視啟用了第一個ITV通用標誌，並在1991年1月7日對標誌進行修改。
1996年11月4日，約克郡電視推出了新的標誌，其外觀融合了數字「3」和既有的V字標誌。但在格拉納達併購約克郡-泰恩提茲電視後，這一標誌在1998年3月9日後停用。2002年10月28日後，約克郡電視不再以獨自品牌播出。全英格蘭和威爾斯的獨立電視經營權持有者均以「ITV1」名義播出節目。